# Marnix Gymnasium
Het Marnix Gymnasium is een school voor protestants-christelijk gymnasiaal onderwijs in Rotterdam, vernoemd naar Filips van Marnix van Sint-Aldegonde. De protestants-christelijke signatuur van de school komt tot uiting in de lessen levensbeschouwing en de dagopeningen.

## Geschiedenis
In 1898 werd de Vereeniging voor middelbaar Onderwijs en Voorbereidend Hooger Onderwijs op Gereformeerden Grondslag in de Provincie Zuid-Holland opgericht. Deze vereniging startte in 1901 een hogereburgerschool (HBS) en in 1903 richtte zij het Marnix Gymnasium op. Beide scholen werden gehuisvest in een gebouw aan de Jonker Fransstraat in Rotterdam. In 1927 werd voor beide scholen nieuwbouw opgeleverd aan het Henegouwerplein. 

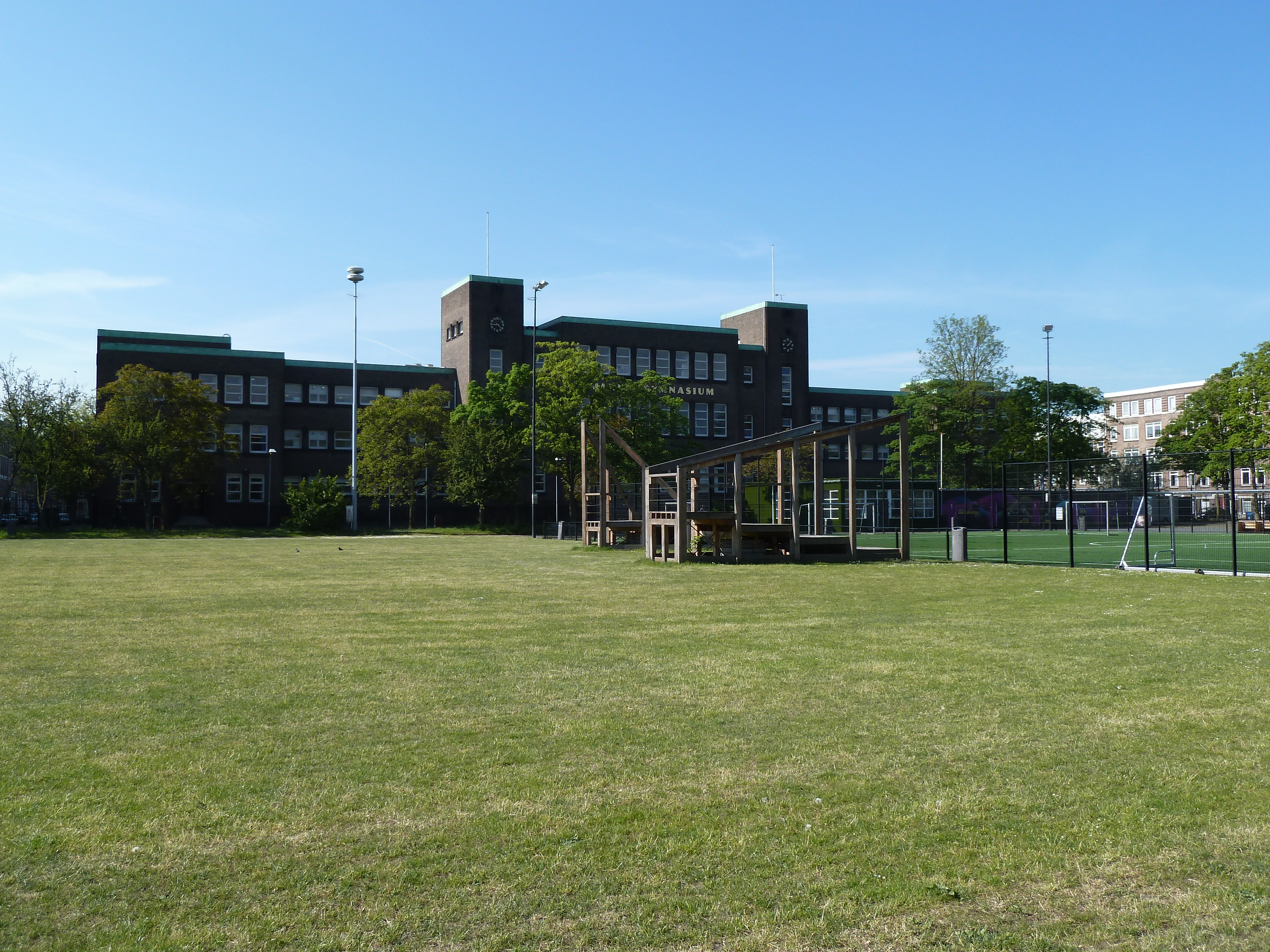
Schoolgebouw aan Henegouwerplein tot c. 2022 in gebruik.

In 1968 fuseerde de HBS organisatorisch tot een scholengemeenschap met een in 1949 opgerichte middelbare meisjesschool die gevestigd was aan de Essenburgsingel. In 1977 werd de meisjesschool opgenomen in het gebouw van de HBS en het zelfstandig gebleven gymnasium verhuisde naar de Essenburgsingel.

## Bekende oud-leerlingen
- Wim Aantjes (1923-2015), oud-politicus (ARP, CDA, o.a. fractievoorzitter)
- Johan Herman Bavinck (1895-1964), predikant, zendeling en hoogleraar theologie
- Arie van den Beukel (1933), emeritus hoogleraar natuurkunde aan de TU Delft en publicist
- Johan Brouwer (1898-1943), hispanaloog, verzetstrijder
- Pierre Jean Felix Dupuis (1917-2007), huisarts, medeoprichter en jarenlang voorzitter van de Protestantse Stichting voor Verantwoorde Gezinsvorming die een grote rol speelde in de seksuele emancipatie van het protestantse volksdeel
- Heleen Dupuis (1945), oud-politicus (VVD)
- Jan Eijkelboom (1926-2008), dichter, schrijver, journalist en vertaler
- Jan Emmens (1924-1971), kunsthistoricus en dichter
- Jaap van den Herik (1947), hoogleraar kunstmatige intelligentie
- Arie Luyendijk (1953), autocoureur
- Sjoerd de Jong (1960), publicist en journalist (adjunct-hoofdredacteur NRC-Handelsblad)
- Tim Murck (1982), acteur
- George Parker (1960), stand-up illusionist/auteur/spreker
- Rob Schouten (1954), dichter, schrijver, columnist en literatuurrecensent
- Alain Verheij (1989), schrijver en theoloog
- Gerard van Walsum (1900-1980), politicus (CHU en PvdA, o.a. burgemeester van Delft en Rotterdam)
- Yootha Wong-Loi-Sing (1987), actrice

## De Pantheon
De Pantheon is de schoolkrant van het Marnix Gymnasium, hij staat onder redactie van leerlingen.

## Leerlingenbond
Het Marnix Gymnasium kent een eigen leerlingenbond, de Christen Gymnasiasten Bond, welke al sinds 1917 bestaat. Toen was het nog onderdeel van een landelijke organisatie, tegenwoordig bestaat de bond alleen nog in het Marnix Gymnasium. De CGB vormt een belangrijk onderdeel van het Marnix Gymnasium, door het organiseren van de schoolfeesten en andere activiteiten, zoals de Grote Avond in Theater Zuidplein en de Muziekavond in LantarenVenster.

## Excellente school
Het Marnix Gymnasium kreeg op 4 februari 2013 het predicaat excellente school als een voorbeeld voor het verstrekken van goed onderwijs.